# Circonscriptions électorales de la Finlande
- 1 : Helsinki
- 2 : Uusimaa
- 3 : Finlande-Propre
- 4 : Satakunta
- 5 : Åland
- 6 : Häme
- 7 : Pirkanmaa
- 8 : Sud-Est
- 9 : Savonie-Carélie
- 10 : Vaasa
- 11 : Finlande centrale
- 12 : Oulu
- 13 : Laponie

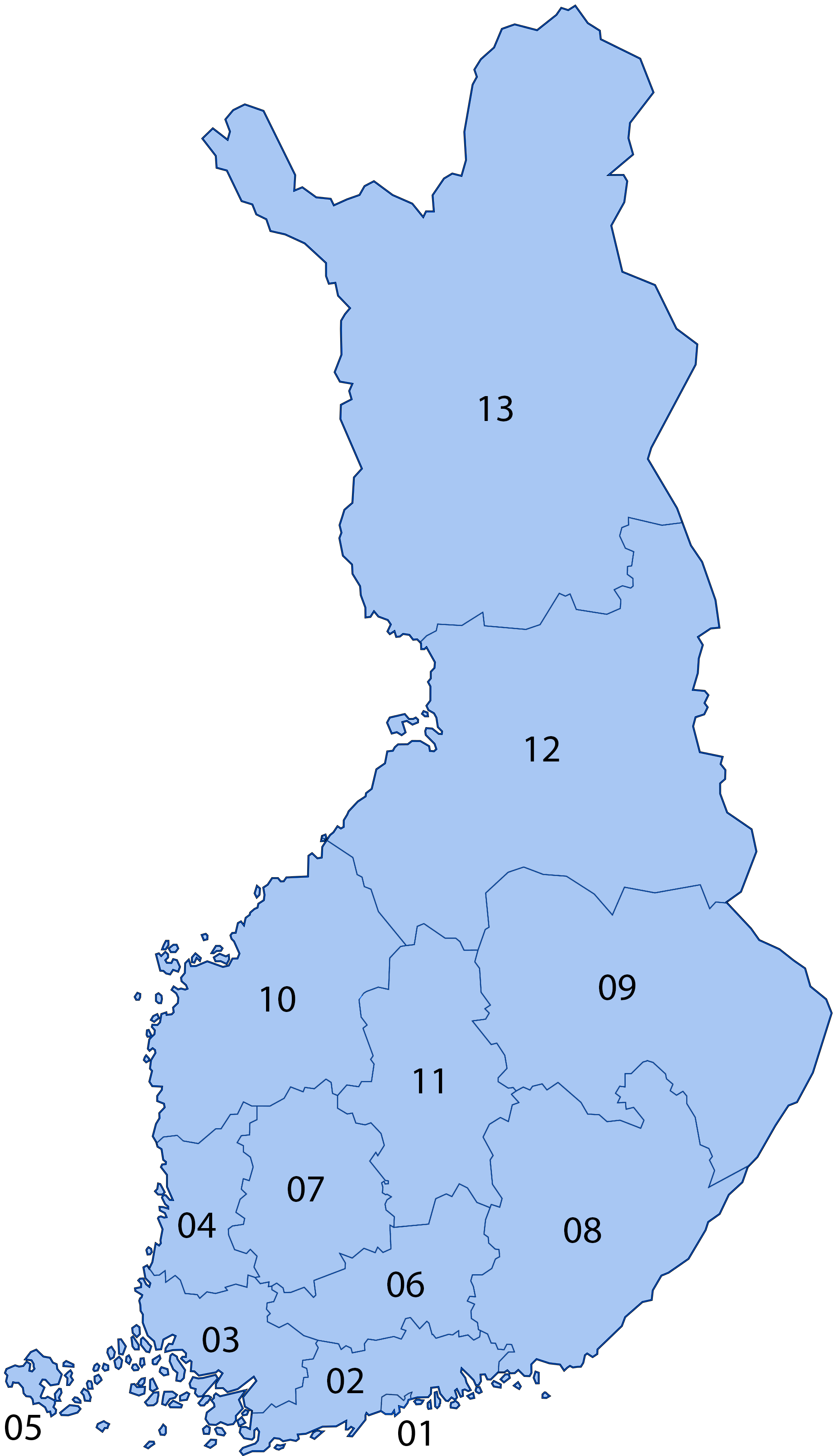
Les treize circonscriptions électorales de la Finlande :

Les circonscriptions électorales de la Finlande sont les treize subdivisions électorales (vaalipiirit) pour l'élection des 200 députés siégeant au Parlement de Finlande (en finnois : Eduskunta ; en suédois : Riksdag). Elles sont composées d'un nombre variable de députés à élire au scrutin proportionnelle de liste. Elles étaient au nombre de 15 avant 2015.

## Présentation
Ces circonscriptions reposent pour l'essentiel sur les anciennes provinces de Finlande qui ont existé jusqu'en 1997 et n'ont guère varié depuis les élections de 1907.
Les citoyens dans chaque circonscription élisent de 6 à 35 députés, à l'exception de celle d'Åland qui n’en élit qu'un. Le nombre de députés par circonscription est lié à la population et réajusté avant chaque élection législative. 

## Histoire
En 1939, la circonscription d’Oulu a été subdivisée en celle de la Laponie et celle de la province d'Oulu (cette dernière était appelée Oulu du Sud auparavant). 
Après la guerre de Continuation, les districts restants de Vyborg, cédée aux Soviétiques, ont été réunis avec celui de Kymi nouvellement créé. Au même moment est créé celui d’Åland. En 1954, Helsinki est séparée du reste de l’Uusimaa. En 1962, la partie nord et sud des deux circonscriptions de Vaasa sont réunies. En 2015, les circonscriptions de Kymi et de Savonie du Sud sont fusionnées, formant la nouvelle circonscription de Finlande du Sud-Est ; de même, les circonscriptions de Savonie du Nord et de Carélie du Nord forment celle dite de Savonie-Carélie.
De 2007 à 2011, le seul changement a été le transfert d'un siège de Savonie du Nord (de 10 à 9 députés) en Uusimaa (de 34 à 35 députés).

## Nombre de sièges en jeu
La répartition des sièges en jeu par circonscription électorale pour les élections législatives a évolué comme suit de 1962 à 2023,,:
| Circonscription             | Circonscription         | Sièges, | Sièges, | Sièges, | Sièges, | Sièges, | Sièges, | Sièges, | Sièges, | Sièges, | Sièges, | Sièges, | Sièges, | Sièges, | Sièges, | Sièges, | Sièges, | Sièges, |
| Circonscription             | Circonscription         | 1962    | 1966    | 1970    | 1972    | 1975    | 1979    | 1983    | 1987    | 1991    | 1995    | 1999    | 2003    | 2007    | 2011    | 2015    | 2019    | 2023    |
| Helsinki                    | Helsinki                | 20      | 21      | 22      | 22      | 21      | 20      | 20      | 20      | 20      | 19      | 20      | 21      | 21      | 21      | 22      | 22      | 23      |
| Uusimaa                     | Uusimaa                 | 17      | 18      | 20      | 21      | 24      | 26      | 27      | 29      | 30      | 31      | 32      | 33      | 34      | 35      | 35      | 36      | 37      |
| Finlande-Propre             | Finlande-Propre         | 16      | 16      | 16      | 16      | 16      | 17      | 17      | 17      | 17      | 17      | 17      | 17      | 17      | 17      | 17      | 17      | 17      |
| Satakunta                   | Satakunta               | 14      | 13      | 13      | 13      | 13      | 13      | 13      | 12      | 12      | 11      | 10      | 9       | 9       | 9       | 8       | 8       | 8       |
| Åland                       | Åland                   | 1       | 1       | 1       | 1       | 1       | 1       | 1       | 1       | 1       | 1       | 1       | 1       | 1       | 1       | 1       | 1       | 1       |
| Häme                        | Häme                    | 14      | 14      | 14      | 15      | 15      | 15      | 15      | 15      | 13      | 13      | 13      | 14      | 14      | 14      | 14      | 14      | 14      |
| Pirkanmaa                   | Pirkanmaa               | 12      | 12      | 13      | 13      | 13      | 13      | 13      | 13      | 15      | 16      | 16      | 18      | 18      | 18      | 19      | 19      | 20      |
| Kymi (1962–2011)            | Sud-Est (2015–)         | 15      | 15      | 15      | 15      | 15      | 15      | 14      | 14      | 13      | 13      | 13      | 12      | 12      | 12      | 17      | 17      | 15      |
| Savonie du Sud (1962–2011)  | Sud-Est (2015–)         | 11      | 10      | 10      | 10      | 9       | 9       | 9       | 8       | 8       | 8       | 8       | 6       | 6       | 6       | 17      | 17      | 15      |
| Savonie du Nord (1962–2011) | Savonie-Carélie (2015–) | 12      | 12      | 11      | 11      | 11      | 11      | 10      | 10      | 10      | 10      | 10      | 10      | 10      | 9       | 16      | 15      | 15      |
| Carélie du Nord (1962–2011) | Savonie-Carélie (2015–) | 10      | 9       | 8       | 8       | 8       | 7       | 7       | 7       | 7       | 7       | 7       | 7       | 6       | 6       | 16      | 15      | 15      |
| Vaasa                       | Vaasa                   | 20      | 20      | 19      | 18      | 18      | 18      | 18      | 18      | 18      | 18      | 17      | 17      | 17      | 17      | 16      | 16      | 16      |
| Finlande centrale           | Finlande centrale       | 11      | 11      | 11      | 10      | 10      | 10      | 10      | 10      | 10      | 10      | 10      | 10      | 10      | 10      | 10      | 10      | 10      |
| Oulu                        | Oulu                    | 18      | 18      | 18      | 18      | 17      | 17      | 18      | 18      | 18      | 18      | 18      | 18      | 18      | 18      | 18      | 18      | 18      |
| Laponie                     | Laponie                 | 9       | 10      | 9       | 9       | 9       | 8       | 8       | 8       | 8       | 8       | 8       | 7       | 7       | 7       | 7       | 7       | 6       |
| Total                       | Total                   | 200     | 200     | 200     | 200     | 200     | 200     | 200     | 200     | 200     | 200     | 200     | 200     | 200     | 200     | 200     | 200     | 200     |

## Après la crise de 2008

### Élections législatives de 2011

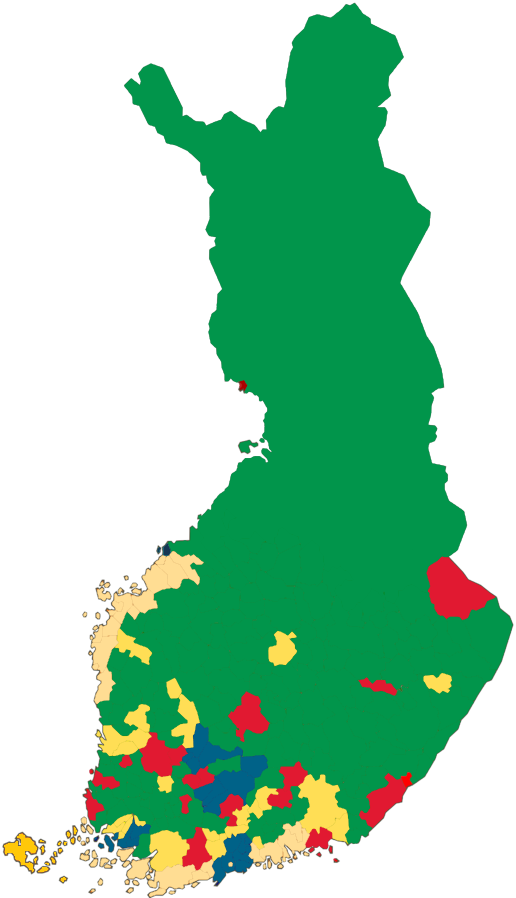
Les plus grands votes partisans par municipalité aux Élections législatives finlandaises de 2015.
Parti du centre
Vrais Finlandais
Coalition nationale
Sociaux démocrates
Alliance de gauche
Parti populaire suédois
Chrétiens-démocrates
Coalition ålandaise

Les élections de 2011 ont été exceptionnelles, mais elles reflètent néanmoins le soutien des nouveaux et des anciens partis dans les différentes circonscriptions.
Le parti le plus important, le parti de la coalition nationale, a eu l'essentiel de son soutien dans les circonscriptions d'Uusimaa, d'Helsinki, de Finlande-propre et de Pirkanmaa.
Le soutien au parti de la coalition nationale s'est à nouveau concentré principalement dans les grandes zones urbaines du sud et de l'ouest de la Finlande. 
Comme traditionnellement, les zones de soutien aux Sociaux démocrates sont restées celles des petites et moyennes villes du sud et de l’est de la Finlande.
Les Sociaux démocrates étaient le parti le plus important dans les circonscriptions telles que la circonscription de la vallée de la Kymi, la circonscription du Häme et la circonscription de Carélie du Nord.
Avec la plus grande victoire électorale de l'histoire, le vote pour le parti des Vrais Finlandais, le troisième en importance parmi les principaux partis, a été réparti de manière égale dans toute la Finlande, mais le soutien le plus important a été apporté par les zones en restructuration, qui se traduisent par un taux de chômage élevé.
Les zones de plus fort soutien des Vrais Finlandais étaient les circonscriptions de Satakunta, de la vallée de la Kymi et de la Carélie du Nord, ainsi que la circonscription de Pirkanmaa.
Traditionnellement, le Parti du centre vaincu a reçu l'essentiel de son soutien dans des zones à faible densité de population, en particulier dans les circonscriptions du nord et de l'est de la Finlande, bien que les votes pour le parti aient chuté comme partout dans le pays.
Pour l’Alliance de gauche, les meilleures régions étaient les circonscriptions de Laponie et d’Oulu, et pour la Ligue verte, la circonscription d'Helsinki et la circonscription d'Uusimaa.
Le soutien du Parti populaire suédois a perduré  dans les régions de langue suédoise, en particulier dans la circonscription de Vaasa. 
Le soutien aux Chrétiens-démocrates s'est concentré davantage dans certaines municipalités que dans des circonscriptions entières.
Les municipalités de Luoto et de Pedersöre étaient une nouvelle fois nettement plus favorables aux Chrétiens-démocrates que le reste du pays.

### Élections législatives de 2015
En 2015, les partis ayant récolté le plus grand nombre de voix sont:
| N° | Circonscription                      | Première liste                  | Taux   |
| -- | ------------------------------------ | ------------------------------- | ------ |
| 1  | Circonscription d'Helsinki           | Parti de la coalition nationale | 26,0 % |
| 2  | Circonscription d'Uusimaa            | Parti de la coalition nationale | 24,0 % |
| 3  | Circonscription de Finlande-Propre   | Parti de la coalition nationale | 21,0 % |
| 4  | Circonscription du Satakunta         | Vrais Finlandais                | 25,0 % |
| 5  | Circonscription d'Åland              | ÅS (Liste commune d'Åland)      | 89,5 % |
| 6  | Circonscription du Häme              | Parti social-démocrate          | 22,1 % |
| 7  | Circonscription de Pirkanmaa         | Parti de la coalition nationale | 19,7 % |
| 8  | Circonscription du Sud-Est           | Parti du centre                 | 25,2 % |
| 9  | Circonscription de Savonie-Carélie   | Parti du centre                 | 32,5 % |
| 10 | Circonscription de Vaasa             | Parti du centre                 | 27,4 % |
| 11 | Circonscription de Finlande centrale | Parti du centre                 | 26,9 % |
| 12 | Circonscription d'Oulu               | Parti du centre                 | 42,7 % |
| 13 | Circonscription de Laponie           | Parti du centre                 | 42,9 % |